# Ludwig Metzl
Ludwig Metzl (geboren als Ludwig Metzeles am 9. März 1854 in Prag, Österreich-Ungarn; gestorben 1942 in Paris) war ein Werbeunternehmer und Herausgeber von Zeitschriften im Russischen Kaiserreich.

## Leben und Wirken

### Familie
Er stammte aus deutschsprachigen jüdischen Familien in Böhmen. Der Vater Moriz (Moses) Metzeles (1814–1896) war Unternehmer in Prag, die Mutter Barbara (Betty), geborene Kaufmann (1820–1866) stammte aus Münchengrätz (Mnichovo Hradiště). Ludwig hatte sechs Geschwister. Nach dem Tod der Mutter heiratete der Vater ein zweites Mal. Aus dieser Ehe gingen der Maler Richard Metzl und die Schauspielerin Ottilie Metzl, die Ehefrau des Schriftstellers Felix Salten hervor. Zu diesen hatte Ludwig Metzl auch später noch Kontakte. Eine weitere Verwandte war wahrscheinlich Else Metzeles, die Mutter des Schriftstellers Johannes Urzidil.
Ludwig Metzl heiratete 1878 in Russland Ljudmila Krizkaja († 1932), die Tochter eines russischen Offiziers und von Nadeschda Krizkaja, die ein Waisenhaus in Moskau leitete. Sie hatten mindestens zwei Kinder
- Wladimir Metzl (1882–1950), Pianist und Kunstkritiker in Berlin und England
- Dmitrij Metzl (* 1886)

### Wirken in Russland
Ludwig Morizowitsch Metzl gründete 1878 in St. Petersburg die Werbeagentur L. Metzl & Co. (Л. Метцль и Ко.) zusammen mit seinem Bruder Ernst. Diese organisierte für Zeitungen in kleineren Städten die Annoncenteile. Sein Unternehmen wuchs schnell.
1882 hatte es einen eigenen Pavillon auf der 1. Allrussischen Kunst- und Wirtschafts-Ausstellung in Moskau. Diesen besuchte auch der junge Zar Alexander III. Er verlieh dem Unternehmen die Goldmedaille Für nützliche Tätigkeiten (За полезное).
Die Handelsgesellschaft L. & E. Metzl & Co. hatte danach Sitze in St. Petersburg und Moskau. Sie verwaltete bald die Anzeigenteile von etwa 80 Prozent der russischen Tageszeitungen. Diese wurden von Werbung überflutet, die bis zu 50 Prozent des Inhaltes ausmachte, was von liberalen Zeitgenossen kritisiert wurde.
Ludwig Metzl gab auch mehrere Wirtschaftszeitungen heraus, sowie die Literaturzeitschrift Epocha (1886–1888), die von Anton Tschechow in seiner Korrespondenz mindestens einmal erwähnt wurde. Er schrieb auch Artikel für seine Zeitschriften.
Sein Bruder Ernst starb 1900, seitdem war Ludwig der alleinige Eigentümer. Der jüdische Unternehmer Wladimir Poljakow war Geschäftsführer.
Um 1900 gab es Filialen in Warschau, Berlin, New York, Boston, Buffalo und weiteren. Städten. Die Werbeagentur L. & E. Metzl & Co. war in vielen ausländischen Zeitungen für Wirtschaftsanzeigen aus Russland exklusiv zuständig und vermarktete ebenfalls ausländische Werbung in russischen Zeitungen. 1901 erhielt sie das Monopol für russische Anzeigenwerbung in allen größeren Zeitungen in Persien.
In dieser Zeit wurde sie in eine Aktiengesellschaft mit 2 Millionen Rubel Stammkapital umgewandelt (zum Vergleich ein Haus kostete etwa 30.000 Rubel).
Ludwig Metzl hatte mit seiner Frau Ludmila eine Wohnung in Charlottenburg. Er war auch in Wien aktiv, wo er Vorsitzender eines Vereins war, der russische Musiker zu Konzerten einlud.

### Emigration in Wien und Paris
Ludwig Metzl wurde bei den antideutschen Ausschreitungen im Mai 1915 wahrscheinlich enteignet und zog danach wahrscheinlich nach Wien zu seinen Verwandten.
Das Unternehmen bestand mit seinem bisherigen Namen bis etwa November 1917. Danach musste es aufgelöst werden. Die Filialen in einigen Städten wie Warschau und Paris blieben als selbstständige Unternehmen bestehen.
Ludwig Metzl zog später nach Paris, wo noch eine Werbeagentur Publicité L. Metzl von ihm bestand. Diese wurde dann von seinem Geschäftsführer Vladimir Poliakoff weitergeführt.
Er starb dort 1942.
Der Maler Leonid Pasternak malte um 1907 ein Ölgemälde von Ludwig Metzl. Dieses befindet sich im Musée d’Orsay in Paris.